# Fondazione Maria Carta
La Fondazione Maria Carta és una organització cultural italiana fundada el 2003 a Siligo, Sardenya, dedicada a la preservació i promoció de la música tradicional i la cultura sarda. La institució porta el nom de la reconeguda cantant sarda Maria Carta, com a homenatge a la seva trajectòria artística i cultural.

## Activitats i objectius
La fundació té com a finalitat principal la difusió i conservació del patrimoni musical sard a través d'activitats culturals, concerts, seminaris i conferències. Una de les seves activitats més destacades és l'organització anual del Premi Maria Carta, que reconeix artistes, investigadors, institucions i persones que contribueixen activament a la difusió de la música tradicional i la cultura de Sardenya.
La fundació ha desenvolupat nombroses iniciatives d'abast regional i internacional per promoure el cant tradicional sard, especialment el cant polifònic i altres expressions musicals típiques de l'illa.

## Importància cultural
La Fondazione Maria Carta és considerada un referent en l’àmbit de la preservació cultural de Sardenya. A través del seu treball, la institució contribueix significativament a la protecció del patrimoni immaterial de l'illa i reforça la seva identitat cultural, difonent-la tant dins com fora d’Itàlia.